# Universidade da Ilha de Vancouver
A Universidade da Ilha de Vancouver (VIU) é uma universidade pública canadense na Ilha de Vancouver, na costa da Colúmbia Britânica. Com raízes que datam de 1936, quando o Centro Provincial de Treinamento da Juventude Dominion foi estabelecido, ele se tornou uma universidade que desempenhava um papel importante na vida educacional, cultural e econômica da região. O campus principal está localizado em Nanaimo, e existem campi regionais em Duncan e em Powell River, bem como um centro em Parksville.